# Macrobiotus australis
Macrobiotus australis är en djurart som tillhör fylumet trögkrypare, och som beskrevs av Giovanni Pilato och D'Urso 1976. Macrobiotus australis ingår i släktet Macrobiotus och familjen Macrobiotidae. Inga underarter finns listade i Catalogue of Life.